# Campionato Primavera
O Campeonato Primavera - Troféu Giacinto Facchetti (em italiano: Campionato Primavera - Trofeo Giacinto Facchetti) (por questões de patrocínio Campionato Primavera TIM) é uma competição de futebol juvenil, o mais importante da liga de futebol italiano. É organizado pela Lega Serie A, sendo as equipes participantes da Serie A e Serie B.

## Edições
- 1962-1963 Juventus (A) e Calcio Como (B)
- 1963-1964 Inter (A) e Udinese (B)
- 1964-1965 Milan (A) e SPAL (B)
- 1965-1966 Inter (A) e Calcio Padova (B)
- 1966-1967 Torino (A) e Verona (B)
- 1967-1968 Torino (A) e Verona (B)
- 1968-1969 Inter (A) e Brescia (B)
- 1969-1970 Torino
- 1970-1971 Fiorentina
- 1971-1972 Juventus
- 1972-1973 Roma
- 1973-1974 Roma
- 1974-1975 Brescia
- 1975-1976 Lazio
- 1976-1977 Torino
- 1977-1978 Roma
- 1978-1979 Napoli
- 1979-1980 Fiorentina
- 1980-1981 Udinese
- 1981-1982 Cesena
- 1982-1983 Fiorentina
- 1983-1984 Roma
- 1984-1985 Torino
- 1985-1986 Cesena
- 1986-1987 Lazio
- 1987-1988 Torino
- 1988-1989 Inter
- 1989-1990 Roma
- 1990-1991 Torino
- 1991-1992 Torino
- 1992-1993 Atalanta
- 1993-1994 Juventus
- 1994-1995 Lazio
- 1995-1996 Perugia
- 1996-1997 Perugia
- 1997-1998 Atalanta
- 1998-1999 Empoli
- 1999-2000 Bari
- 2000-2001 Lazio
- 2001-2002 Inter
- 2002-2003 Lecce
- 2003-2004 Lecce
- 2004-2005 Roma
- 2005-2006 Juventus
- 2006-2007 Inter
- 2007-2008 Sampdoria
- 2008-2009 Palermo
- 2009-2010 Genoa
- 2010-2011 Roma
- 2011-2012 Inter
- 2012-2013 Lazio
- 2013-2014 Chievo Verona

## Títulos por equipe
- 8 Torino
- 7 Inter e Roma
- 5 Lazio
- 4 Juventus
- 3 Fiorentina
- 2 Atalanta, Brescia (1 B), Cesena, Lecce, Perugia, Udinese (1 B) e Verona (2 B)
- 1 Bari, Chievo Verona, Como (B), Empoli, Genoa, Milan, Napoli, Padova (B), Palermo, Sampdoria e SPAL (B)